# World Open (Schach)
Die World Open ist ein großes Schachturnier, das jährlich seit 1973 von der Continental Chess Association in der ersten Juliwoche an der Ostküste der Vereinigten Staaten ausgerichtet wird.
Zur ersten Austragung meldeten sich 732 Spieler; 1986 verzeichnete man sogar 1507 Teilnehmer. Das Turnier zeichnet sich durch vergleichsweise hohe Preisgelder aus sowie durch den Umstand, dass auch die Topspieler Antrittsgelder bezahlen und ihre Kosten selbst tragen müssen. Zuletzt wurde dies dahingehend geändert, dass ihnen entsprechende Summen vom Gewinn abgezogen werden. In der Regel werden acht oder neun Turnier-Kategorien gebildet – je nach Spielstärke. Die Zulassungsmodalitäten haben sich allerdings zuletzt mehrfach geändert. Durften beispielsweise noch 2014 in der offenen Kategorie nur Spieler mit einer Elo-Zahl über 2400 Punkten teilnehmen, wurde diese Regelung 2015 wieder aufgehoben.
Begleitend zu den World Open finden auch mehrere andere Schach-Veranstaltungen statt, etwa Blitz-, Junioren- und Seniorenturniere.

## Liste der Sieger
| Jahr | Austragungsort   | Sieger                 |
| ---- | ---------------- | ---------------------- |
| 1973 | New York City    | Walter Browne          |
| 1974 | New York City    | Bent Larsen            |
| 1975 | New York City    | Pál Benkő              |
| 1976 | New York City    | Anatoli Lein           |
| 1977 | Philadelphia     | John Fedorowicz        |
| 1978 | Philadelphia     | Peter Biyiasas         |
| 1979 | Philadelphia     | Haukur Angantýsson     |
| 1980 | Philadelphia     | Larry Christiansen     |
| 1981 | New Paltz        | Igor Iwanow            |
| 1982 | Philadelphia     | Nick de Firmian        |
| 1983 | New York City    | Kevin Spraggett        |
| 1984 | Valley Forge     | Joel Benjamin          |
| 1985 | Philadelphia     | Maxim Dlugy            |
| 1986 | Philadelphia     | Nick de Firmian        |
| 1987 | Philadelphia     | Boris Gulko            |
| 1988 | Philadelphia     | Maxim Dlugy            |
| 1989 | Philadelphia     | Michail Gurewitsch     |
| 1990 | Philadelphia     | Igor Glek              |
| 1991 | Philadelphia     | Gata Kamsky            |
| 1992 | Philadelphia     | Gregory Kaidanov       |
| 1993 | Philadelphia     | Alex Yermolinsky       |
| 1994 | Philadelphia     | Artasches Minassjan    |
| 1995 | Philadelphia     | Alex Yermolinsky       |
| 1996 | Philadelphia     | Alex Yermolinsky       |
| 1997 | Philadelphia     | Alexander Shabalov     |
| 1998 | Philadelphia     | Alexander Goldin       |
| 1999 | Philadelphia     | Grigory Serper         |
| 2000 | Philadelphia     | Joel Benjamin          |
| 2001 | Philadelphia     | Alexander Goldin       |
| 2002 | Philadelphia     | Kamil Mitoń            |
| 2003 | Philadelphia     | Jaan Ehlvest           |
| 2004 | Philadelphia     | Varuzhan Akobian       |
| 2005 | Philadelphia     | Kamil Mitoń            |
| 2006 | Philadelphia     | Gata Kamsky            |
| 2007 | Philadelphia     | Varuzhan Akobian       |
| 2008 | Philadelphia     | Jewgeni Najer          |
| 2009 | Philadelphia     | Jewgeni Najer          |
| 2010 | Valley Forge     | Viktor Láznička        |
| 2011 | Philadelphia     | Gata Kamsky            |
| 2012 | Philadelphia     | Ivan Sokolov           |
| 2013 | Arlington County | Varuzhan Akobian       |
| 2014 | Arlington County | Ilia Smirin            |
| 2015 | Arlington County | Alex Lenderman         |
| 2016 | Philadelphia     | Gábor Papp             |
| 2017 | Philadelphia     | Tigran L. Petrosjan    |
| 2018 | Philadelphia     | Illja Nyschnyk         |
| 2019 | Philadelphia     | Lê Quang Liêm          |
| 2020 | Online           | Sanan Sjugirow         |
| 2021 | Philadelphia     | Hans Moke Niemann      |
| 2022 | Philadelphia     | Michail Antipow        |
| 2023 | Philadelphia     | Fidel Corrales Jiménez |
| 2024 | Philadelphia     | Awonder Liang          |